# Слово о Закону и Благодати
Беседа о закону и благодати је запис свечаног говора митрополита кијевског Илариона средином 11. века, који садржи похвалу за руску земљу, која је након Крштења Русије ушла у породицу хришћанских народа, и панегирик крститељу Русије, кнезу Владимиру Свјатославичу и његовом сину Јарославу Мудром. Спси пружа богословско разјашњење улоге Руске цркве у историји Божанствене икономије спасења. Један од најстаријих споменика староруске књижевности, најстарије познато оригинално руско књижевно дело.

## Текстуална критика и упознавање
Ауторство Илариона, претпоставља се, обухвата низ дела, од којих су најзначајнија „Беседа о закону и благодати“, Молитва и Исповедање вере. Сва три су уврштена у збирку последње трећине 15. века (Синодални кокдекс) и имају заједнички наслов: „О закону датом преко Мојсија, и о благодати и истини откривеној кроз Исуса Христа, и како Закон је испуњен, Благодат и Истина испунили су сву земљу, и вера се проширила на све народе, и стигла до нашег руског народа. И хвала нашем кнезу Владимиру, са којим смо крштени. И молитва Богу из целе наше земље, Овај избор завршава се кратким аутобиографским поговором.
„Беседа о закону и благодати“ и следећа Молитва и Исповедање вере откривене су 1844. године и први пут објављене према овој листи од стране московског археографа А.В. Горског. Научник је показао да цео циклус припада једном аутору, Илариону, који је себе именовао у коначном постскриптуму. Ову атрибуцију потврђује чињеница да је у бројним кодексима једна од композиција овог циклуса, Молитва, уписана са именом митрополита Илариона. Молитва је по свом садржају и стилу блиска Речи и дуго се сматрала њеним завршним делом. Постоји више од 50 кодекса „Речи о закону и благодати“ 15.-17. века.

### Списак као део колекције из 1640-их
Оригинал Слова је састављен између 1037. и 1050. године, пошто је 1037. године подигнута кијевска црква Благовештења Пресвете Богородице на Златним вратима, која се у њој помиње, а истовремено је устоличена кнегиња Ирина-Ингигерда, супруга кнеза Јарослава, који је преминуо 1050. године, помиње се као живи. Већина истраживача датује Слово у 1040-те године 11. века. М. Д. Приселков датира споменик у 1037-1043. Према Н. Н. Розову и Л. Милеру, Слово би могло бити васкршња проповед. Други истраживачи, укључујући Д.С. Лихачова, сугеришу да је то изговорено у кијевском храму Свете Софије и да је завршено молитвом. Милер издваја Похвалу кнезу Владимиру из Речи и сматра да је Реч могла бити изговорена на дан смрти кнеза Владимира (Василија) Свјатославича 15. (28.) јула 1049. или 1050. године на гробу кнеза у Десетној цркви. У Похвали Јарославу Мудром „Речи о закону и благодати“ као храмови у функцији помињу се Црква Благовештења и Саборна црква Свете Софије. Повесдти о прошлим годинама говори се о изградњи неколико великих грађевина у Кијеву 1037. одједном - утврђења са Златном капијом, катедрале Свете Софије, капије Благовештенске цркве итд. Могуће је да је све ово пуштено у рад. тек 1050. године. Према Лихачову, овај запис уопште није фиксација чињенице постављања темеља сваке зграде, већ „похвала“ Јарославу, сумирајући његове грађевинске активности за све године његове владавине до 1050. године и састављен након 1050. Према А. Н. Ужанкову, „Слово о закону и благодати“ изговорено је увече 25. марта 1038. године у цркви Благовештења на Златним вратима, годину дана након што је положен темељ по „Повести о прошлим годинама“ . Међутим, Лихачов је сматрао да подаци Повести о прошлим годинама о датуму постављања темеља могу бити нетачни.
Оригинално и комплетно издање сачувано је у једном листу у збирци последње трећине 15. века (Синодални лист). Такође су истакнута још два каснија издања. У скраћеној верзији изостављени су Похвала кнезу Владимиру, текст повезан са Јарославом и Молитва. Издање је састављено, претпоставља се, у 12-13. веку. Познат у више од 30 кодекса `15-17. века и у фрагменту 12-13. века. У скраћеном интерполираном издању историјски део је скраћен и Молитва је изостављена, али је теолошки садржај појачан. Познат у најмање 10 кодекса 15-17. века.
Извори
Истраживачи наводе низ извора којима је аутор „Беседе о закону и благодати” могао да се послужи: Беседа о Преображењу Господњем светог Јефрема Сирина, западнословенски списи – Дугогодишњи живот Кирила и Методије, Житије светог Вида и светог Вацлава, „Велики апологет »Цариградски патријарх Никифор и друга византијска делаж.